# Дутекюм, Иоаннес ван (Старший)

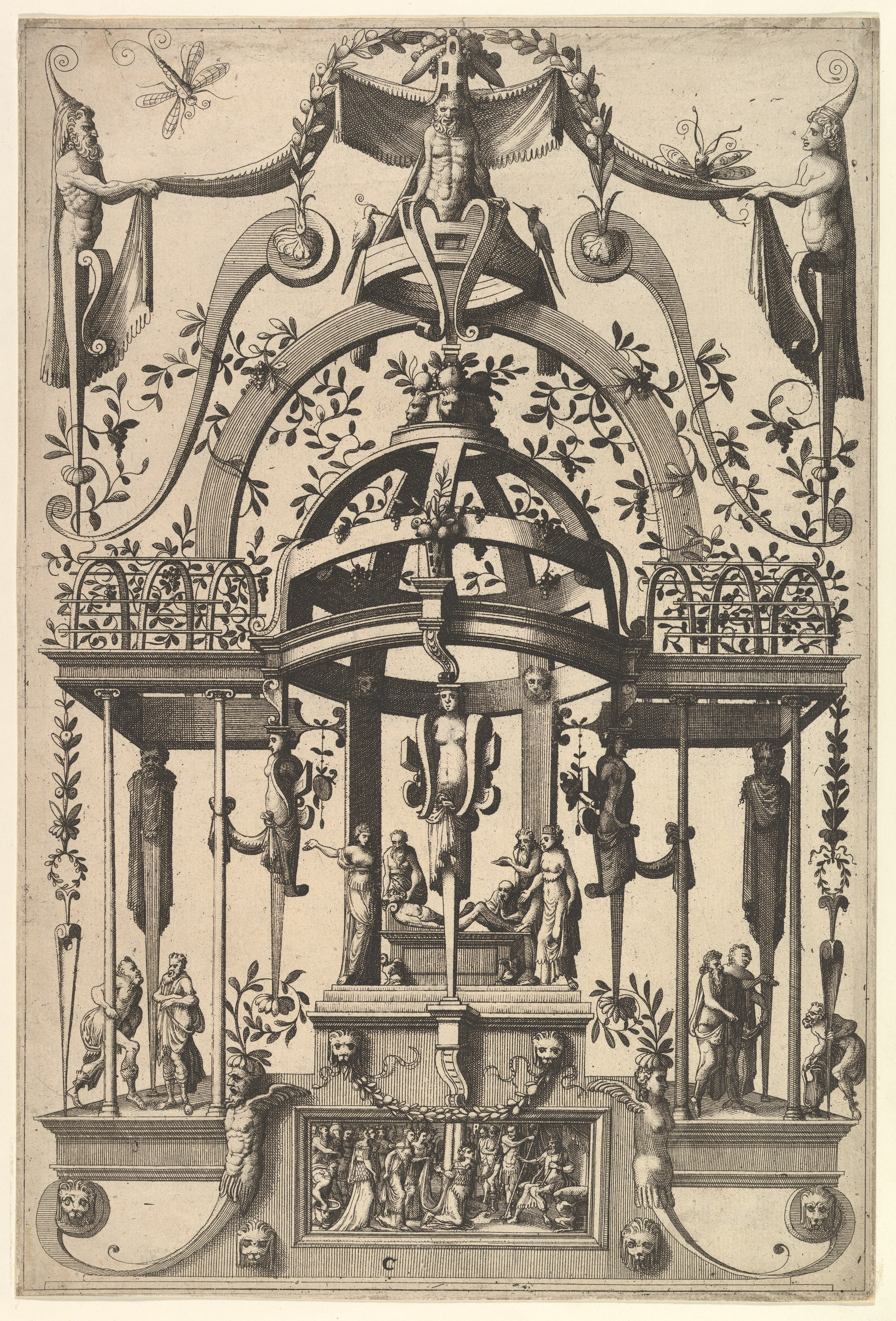
Гротеск с бандельверками и похоронной сценой. По рисунку Корнелиса Флориса. Офорт

Иоаннес (Ян) ван Дутекюм, или Дойтекюм, Старший (нидерл. Joannes van Doetechum, Van Duettekom; 1530, Девентер —1605, Харлем) — голландский гравёр и издатель гравюр эпохи Северного Возрождения. Работал в технике офорта. Известен главным образом как мастер репродукционной гравюры. Был старшим в большой семье голландских гравёров. Гравировал географические карты, сборники орнаментов по рисункам Корнелиса Флориса, картинам Питера Брейгеля Старшего и других художников.
Иоаннес родился в Девентере, в семье стеклодела Яна ван Дутекюма и его жены Эльткен. В 1578 году переехал в Харлем. Его брат, Лукас ван Дутекюм, и сыновья — Иоаннес Второй, или Младший (ок. 1558—1630), и Батист (ок. 1555 — ок. 1611) — также были рисовальщиками, гравёрами-картографами, типографами и издателями. Многие работы они выполняли совместно, в том числе для знаменитого нидерландского издателя Иеронима Кока. Ещё один сын Иоаннеса Старшего, Петер ван Дутекюм (ок. 1560— ок. 1608), работал в Девентере художником по стеклу.

## Галерея

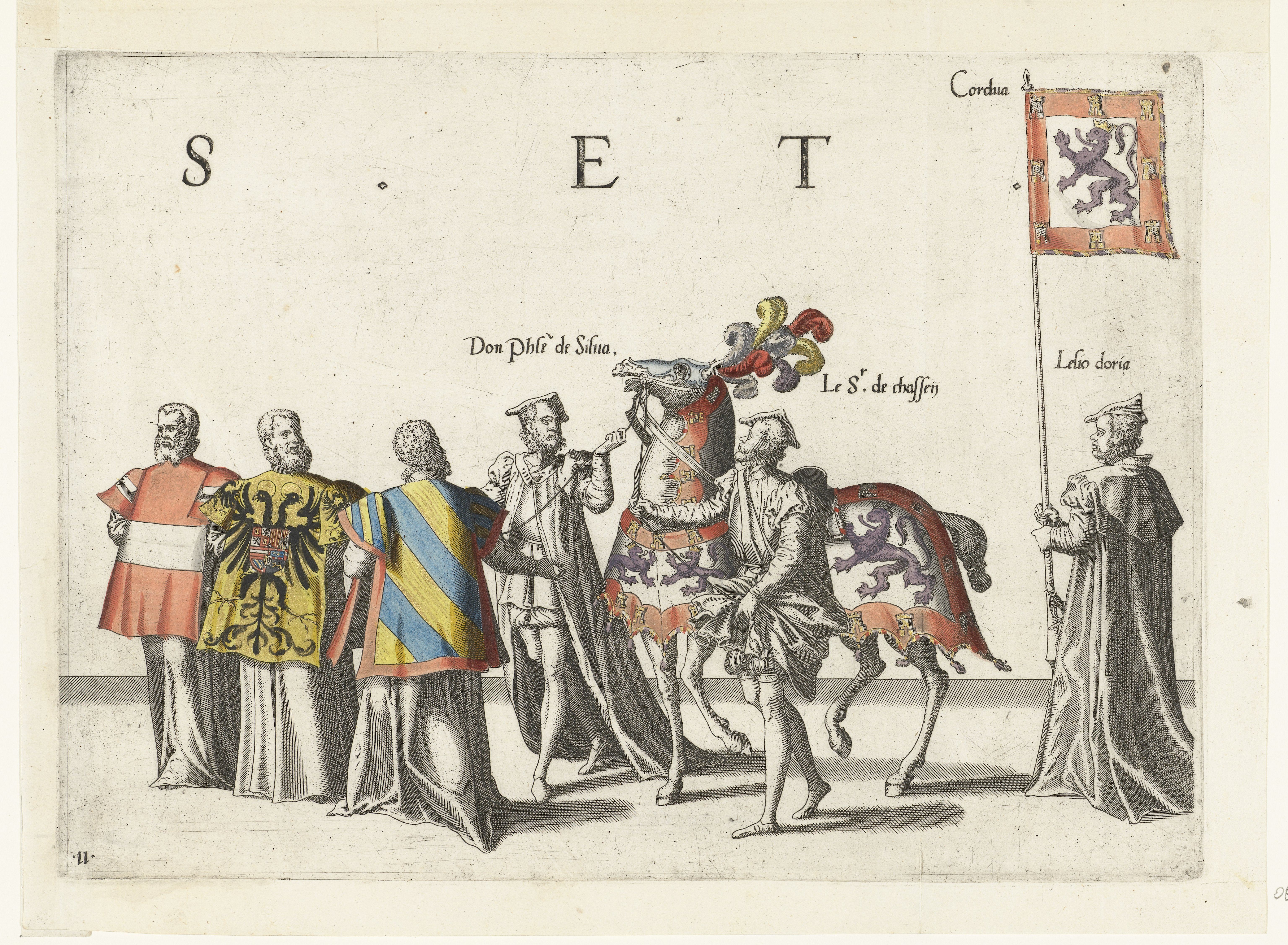
Траурная процессия императора Карла V. 1558. Деталь. Офорт, раскраска от руки
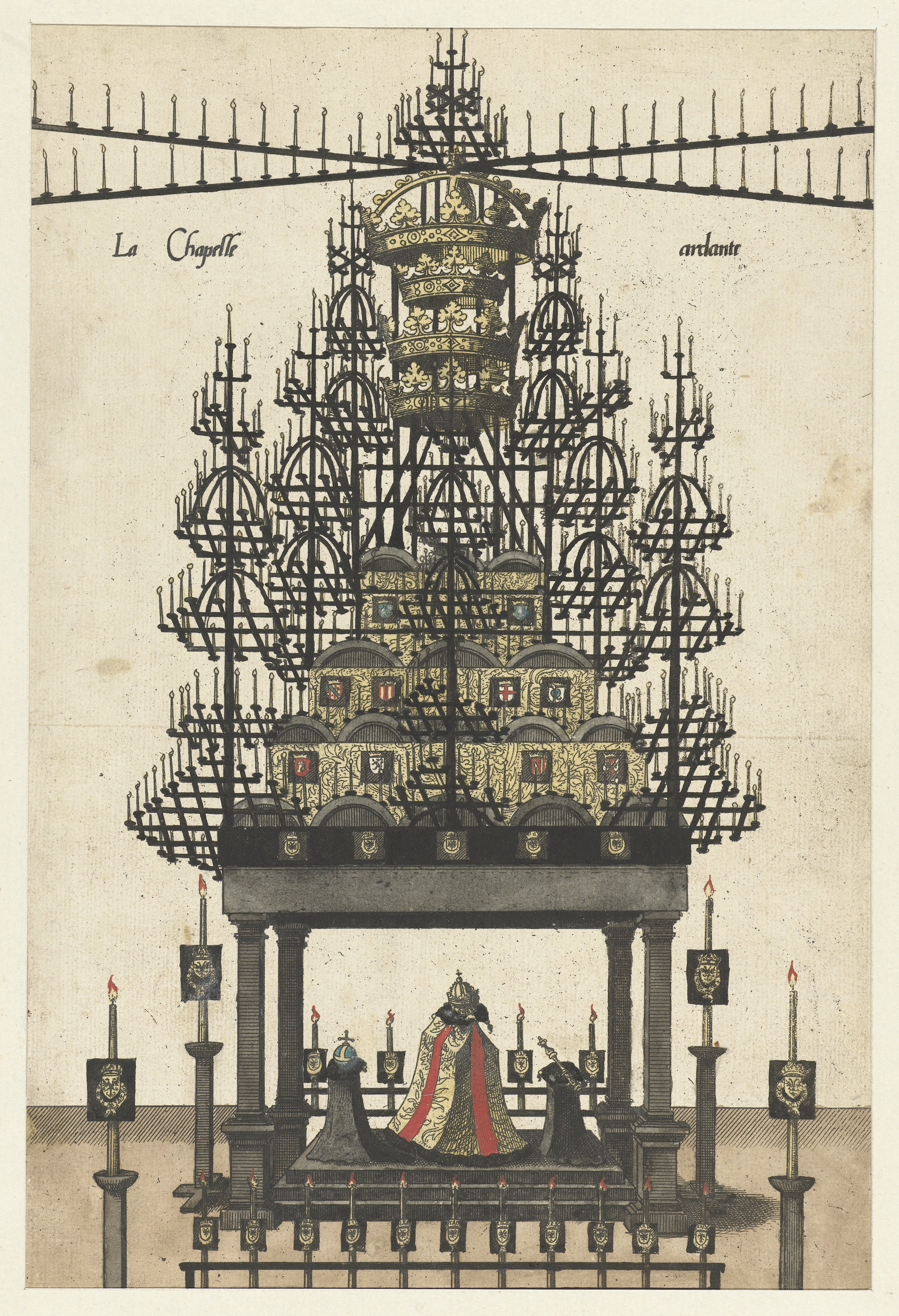
Катафалк императора Карла V. 1558. Офорт
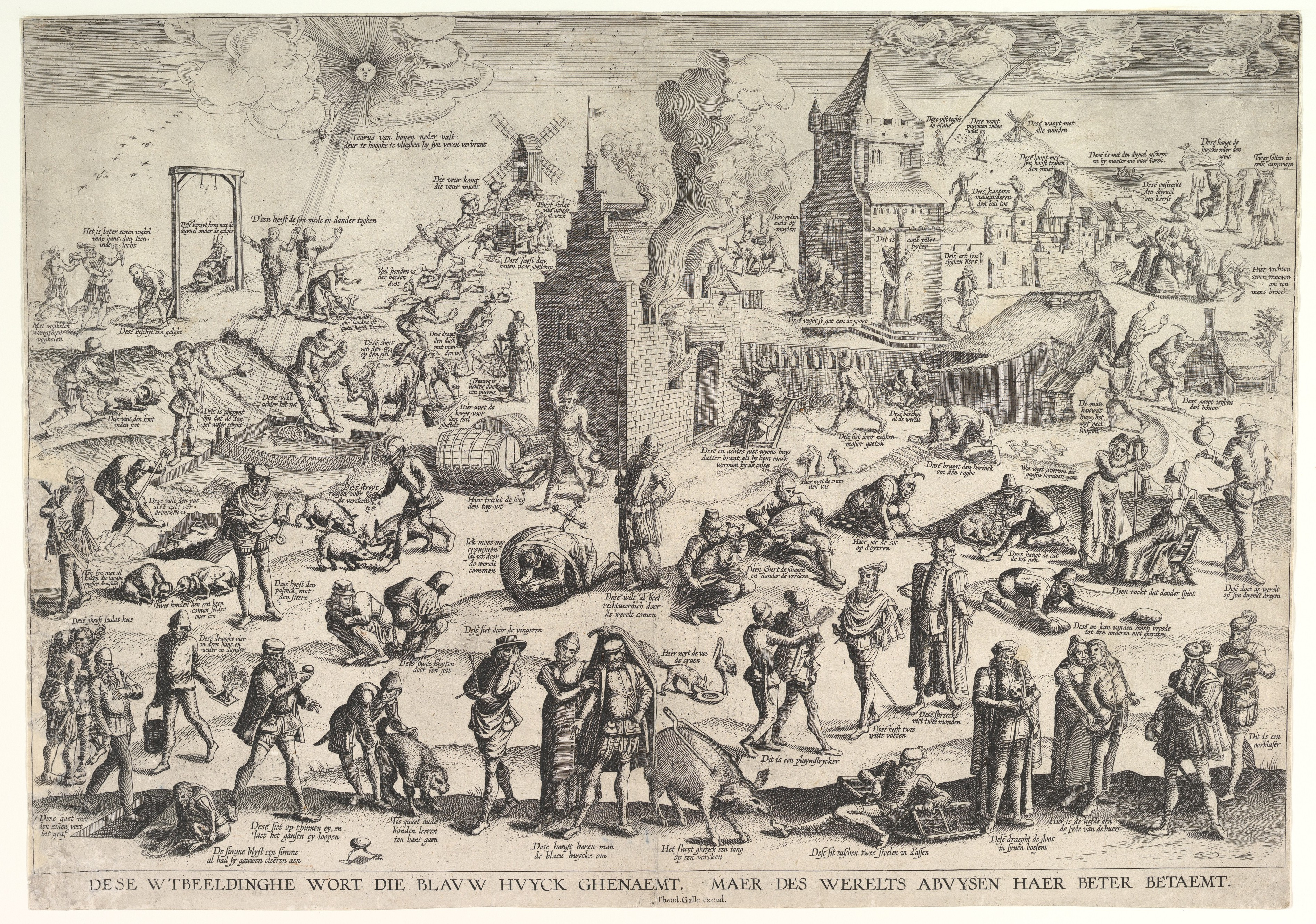
Синий капюшон. Между 1571 и 1633. Офорт по рисункам П. Брейгеля Старшего
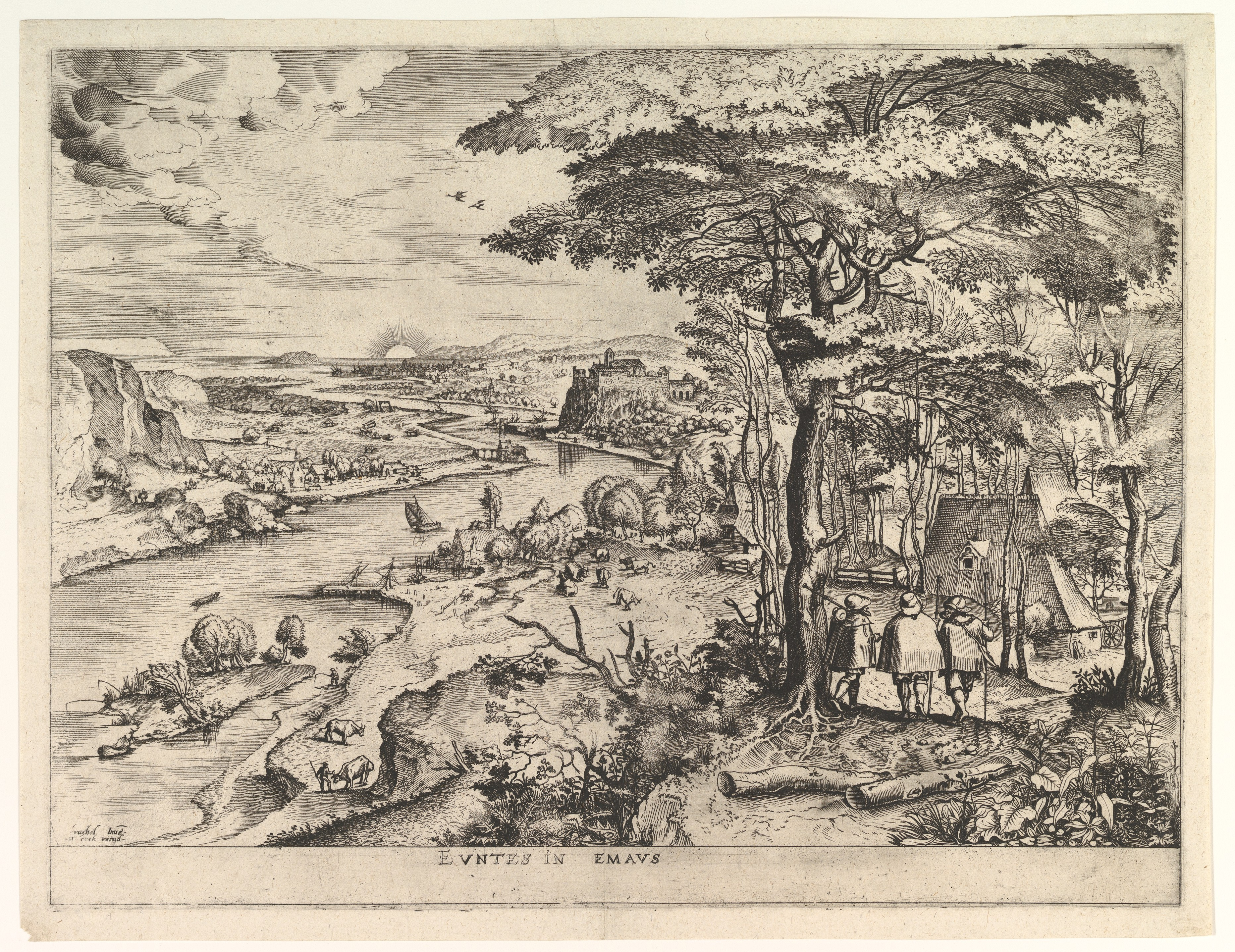
Пейзаж с паломниками в Эммаусе. По П. Брейгелю Старшему. Ок. 1555. Офорт
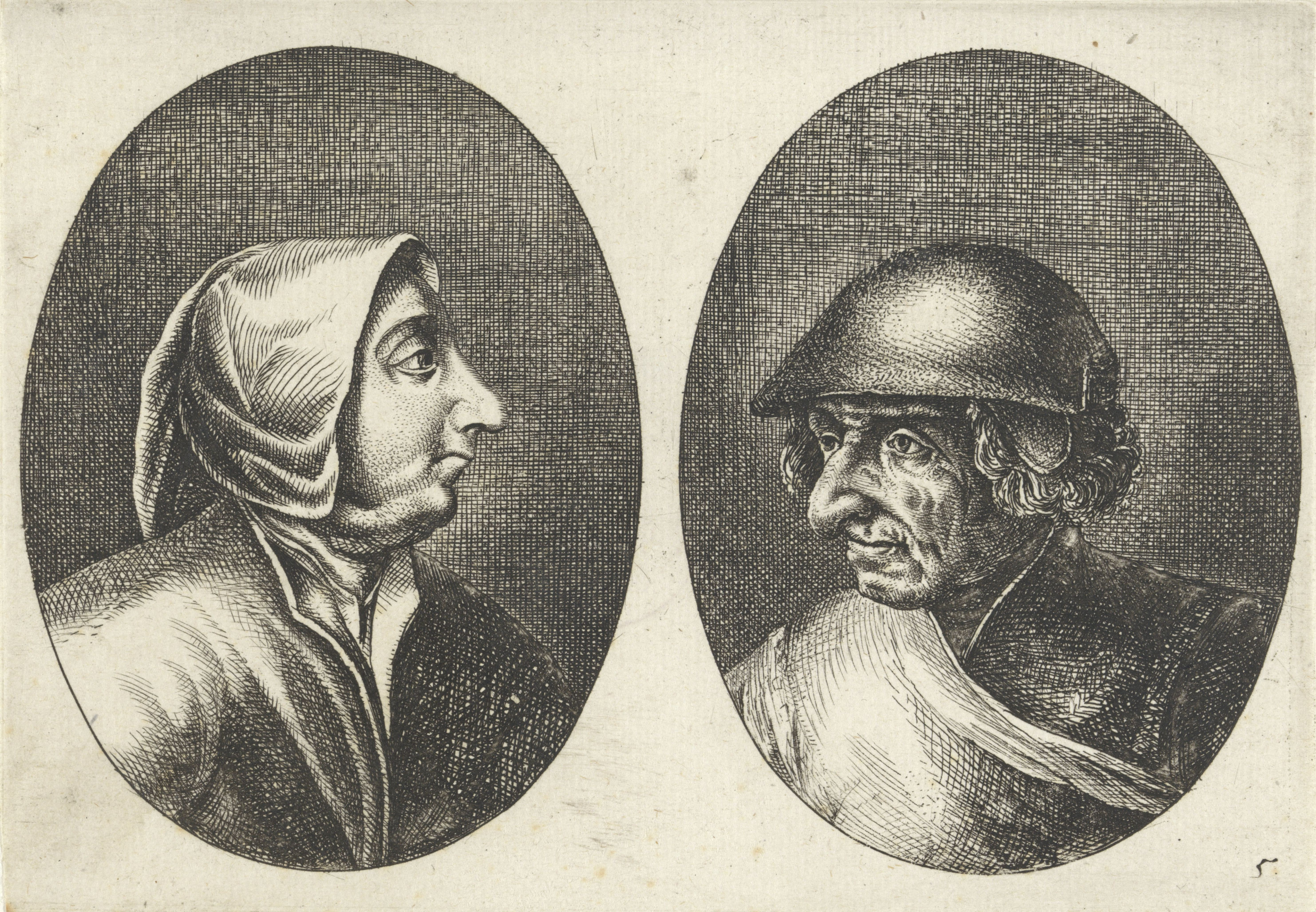
Портреты крестьян по рисунку неизвестного художника с картин П. Брейгеля Старшего. Между 1612 и 1702. Офорт
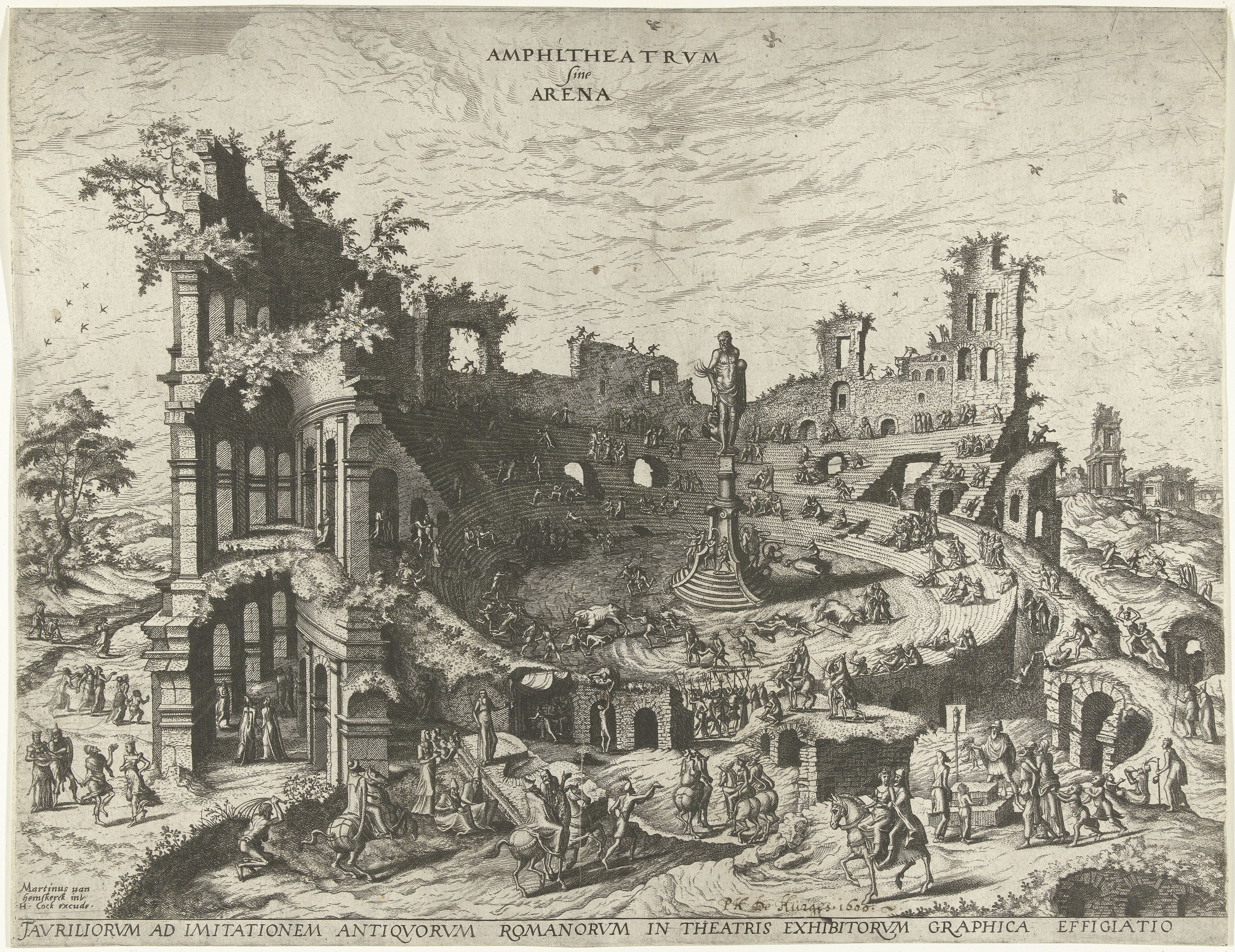
Коррида на руинах амфитеатра. Между 1554 и 1575. Офорт
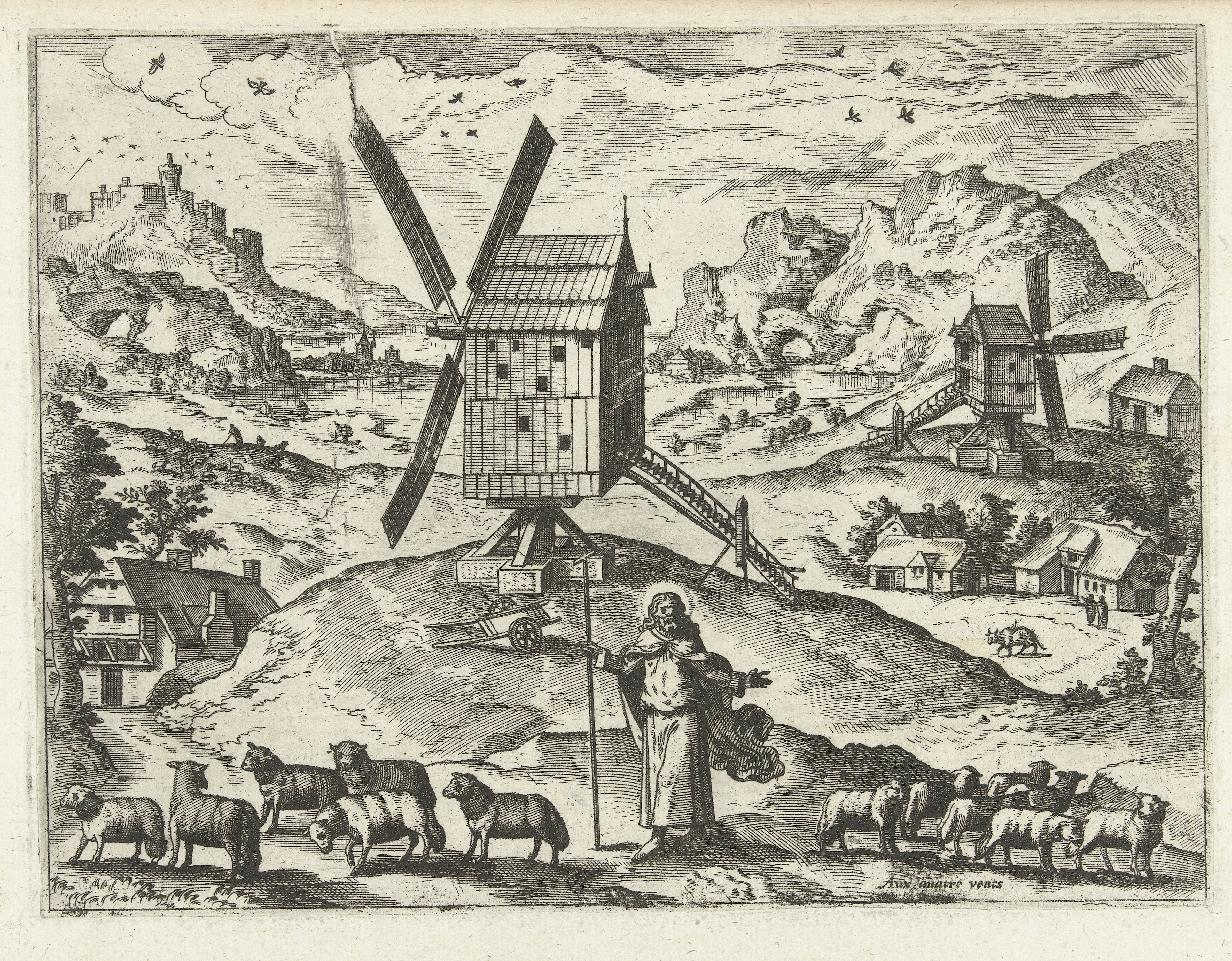
Пейзаж с Христом-Добрым пастырем. Между 1570 и 1580. Офорт
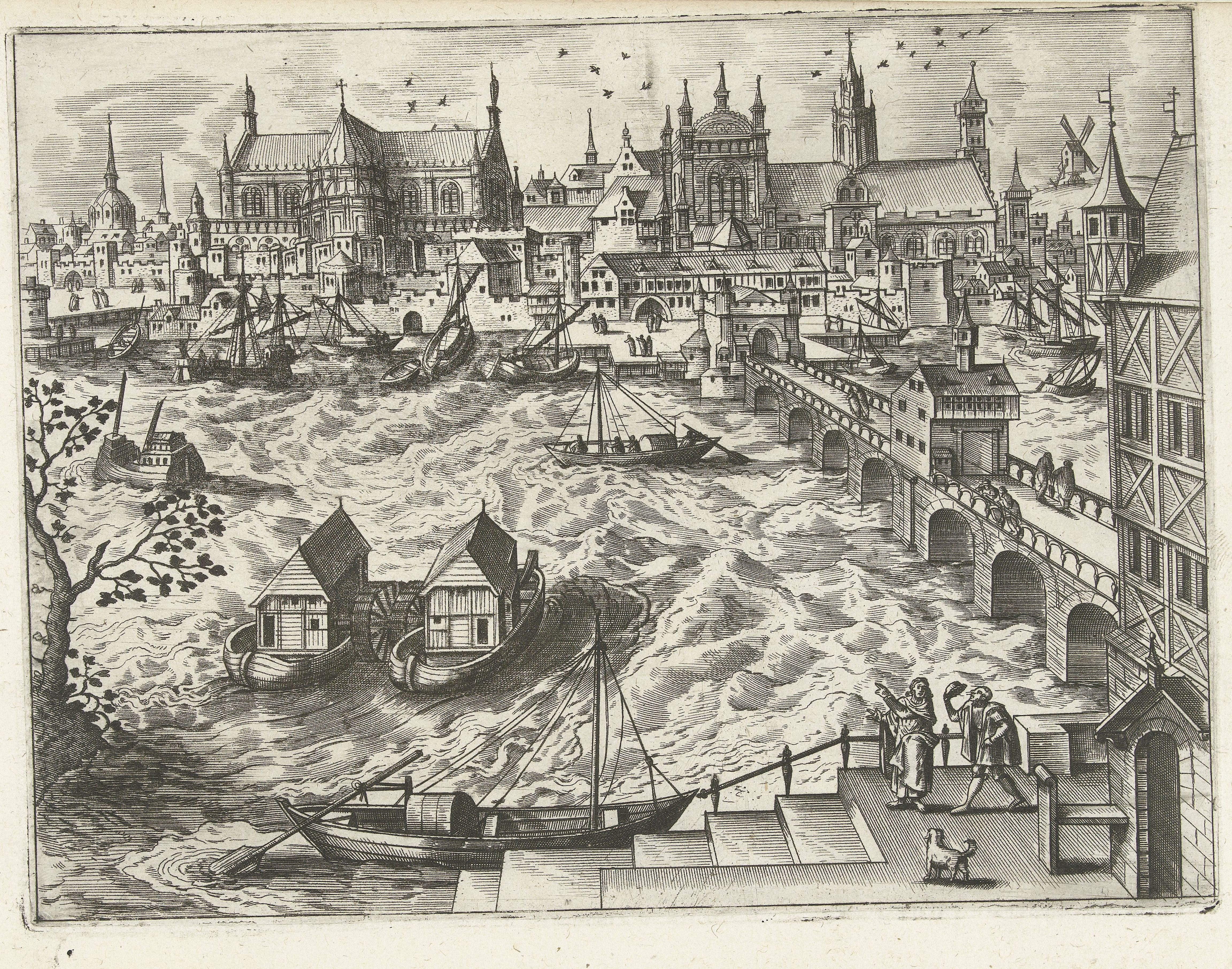
Морской пейзаж с мостами и гаванями. Между 1570 и 1580. Офорт
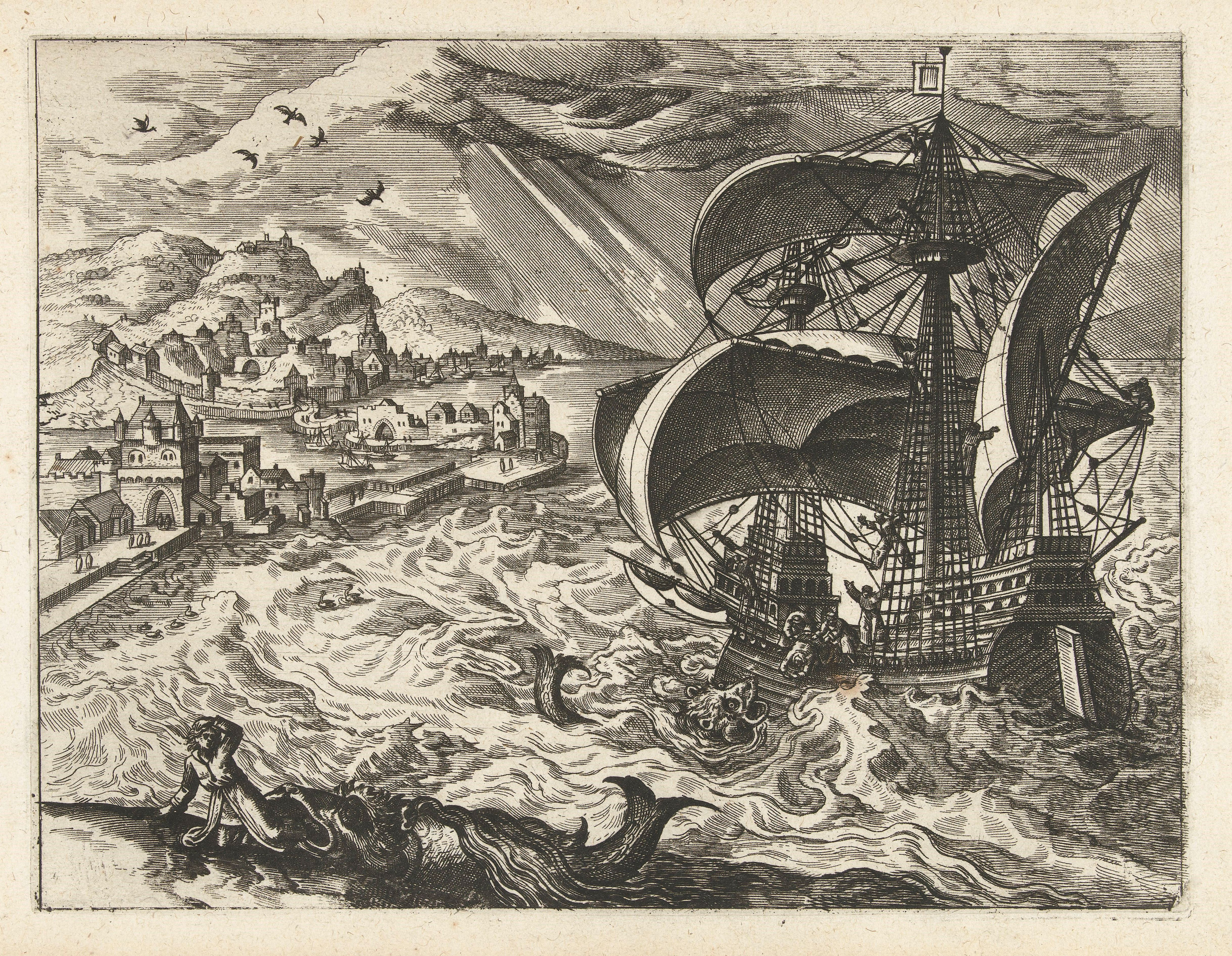
Морской пейзаж с Ионой и китом. Между 1570 и 1580. Офорт